# Otto Wiesheu
Otto Wiesheu (Zolling, 1944. október 31.  – ) bajor CSU politikus, a német Deutsche Bahn vezetője 2006 és 2009 között.